# Johann Nepomuk Smolik
Johann Nepomuk Smolik (* 5. September 1878 in Wien; † 26. August 1942 im KZ Dachau) war ein deutsch-österreichischer römisch-katholischer Geistlicher und Märtyrer.

## Leben
Johann Nepomuk Smolik entstammte einer österreichischen Familie aus Wien, galt aber später als Deutscher. 1903 wurde er in Olmütz zum Priester geweiht. Er war Kaplan in Groß Ullersdorf, ab 1923 in Girsig, ab 1928 Pfarrer in Bílčice/Heidenpiltsch im Landkreis Bärn  und ab 1934 in Nové Lublice/Neu Lublitz im 1938 gebildeten Landkreis Troppau. Als am 4. Dezember 1938 nach dem Anschluss des Sudetenlandes eine nachträgliche Abstimmung stattfand, warb er für ein Nein (das 1 % der Stimmen erzielte) und machte sich die Nationalsozialisten zu Feinden. Am 19. März 1941 wurde er von der Gestapo verhaftet und über das Gefängnis Troppau in das KZ Dachau gebracht (Häftlingsnummer 26618). Dort starb er am 26. August 1942 im Alter von 63 Jahren.

## Gedenken
Die Römisch-katholische Kirche in Deutschland hat Johann Nepomuk Smolik als Märtyrer aus der Zeit des Nationalsozialismus in das deutsche Martyrologium des 20. Jahrhunderts aufgenommen.